# Betty Stöve
Betty Filippina Stöve (Rotterdam, 24 giugno 1945) è un'ex tennista olandese.
Ha vinto dieci titoli dello Slam in doppio in carriera.

## Carriera

### Giocatrice
Poco dopo l'inizio della carriera da professionista in cui aveva raggiunto come migliori risultati il terzo turno raggiunto agli Australian Championships e agli Internazionali di Francia, le viene diagnosticata una disfunzione della ghiandola tiroidea che la costringe fuori dai campi per diciotto mesi. Nonostante le previsioni che indicavano la sua carriera già finita la Stöve riesce a recuperare ed ottiene i migliori risultati negli anni successivi.
La prima finale del Grande Slam la ottiene agli US Open 1971, nel doppio misto insieme al sudafricano Robert Maud, ma ne esce sconfitta dal team formato da Billie Jean King e Owen Davidson.
In totale tra singolare, doppio e doppio misto raggiunge 28 finali nei tornei dello Slam con 10 vittorie.

In carriera ha vinto un torneo in singolare raggiungendo la 5ª posizione in classifica e 75 titoli in doppio raggiungendo la testa della classifica in questa specialità.

Durante il Torneo di Wimbledon 1977 ha raggiunto tutte e tre le finali ma non è riuscita a vincere nemmeno un titolo.

### Fuori dai campi
Ha allenato dal 1980 al 1990 la tennista Hana Mandlíková.

Entra a far parte del Comitato di gestione ITF, diventando la prima donna a farne parte, ed è stata per tre anni presidentessa del WTA Tour Players Association.

Nel 1990 Stöve ha pubblicato Total Tennis, un libro sul tennis.

## Finali nei tornei del Grande Slam

### Singolare

#### Finali perse (1)
| Anno | Torneo    | Avversario in finale | Punteggio     |
| 1977 | Wimbledon | Virginia Wade        | 4–6, 6–3, 6–1 |

### Doppio femminile

#### Vittorie (6)
| Anno | Torneo              | Superficie  | Compagna            | Avversari in finale                  | Punteggio     |
| 1972 | Open di Francia     | Terra rossa | Billie Jean King    | Winnie Shaw Nell Truman              | 6–1, 6–2      |
| 1972 | Wimbledon           | Erba        | Billie Jean King    | Françoise Dürr Judy Tegart Dalton    | 6–2, 4–6, 6–3 |
| 1972 | US Open             | Erba        | Françoise Dürr      | Margaret Court Virginia Wade         | 6–3, 1–6, 6–3 |
| 1977 | US Open (2)         | Terra rossa | Martina Navrátilová | Renée Richards Betty-Ann Stuart      | 6–1, 7–6      |
| 1979 | Open di Francia (2) | Terra rossa | Wendy Turnbull      | Françoise Dürr Virginia Wade         | 3–6, 7–5, 6–4 |
| 1979 | US Open (3)         | Cemento     | Wendy Turnbull      | Billie Jean King Martina Navrátilová | 6–4, 6–3      |

#### Finali perse (8)
| Anno | Torneo          | Superficie  | Compagna            | Avversari in finale                  | Punteggio     |
| 1973 | Open di Francia | Terra rossa | Françoise Dürr      | Margaret Court Virginia Wade         | 6–2, 6–3      |
| 1973 | Wimbledon       | Erba        | Françoise Dürr      | Rosie Casals Billie Jean King        | 6–1, 4–6, 7–5 |
| 1974 | US Open         | Erba        | Françoise Dürr      | Rosie Casals Billie Jean King        | 7–6, 6–7, 6–4 |
| 1975 | Wimbledon       | Erba        | Françoise Dürr      | Ann Kiyomura Kazuko Sawamatsu        | 7–5, 1–6, 7–5 |
| 1976 | Wimbledon       | Erba        | Billie Jean King    | Chris Evert Martina Navrátilová      | 6–1, 3–6, 7–5 |
| 1977 | Wimbledon       | Erba        | Martina Navrátilová | Helen Gourlay JoAnne Russell         | 6–3, 6–3      |
| 1979 | Wimbledon       | Erba        | Wendy Turnbull      | Billie Jean King Martina Navrátilová | 5–7, 6–3, 6–2 |
| 1980 | US Open         | Cemento     | Pam Shriver         | Billie Jean King Martina Navrátilová | 7–6, 7–5      |

### Doppio misto

#### Vittorie (4)
| Anno | Torneo        | Superficie  | Compagno      | Avversari in finale               | Punteggio     |
| 1977 | US Open       | Terra verde | Frew McMillan | Billie Jean King Vitas Gerulaitis | 6–2, 3–6, 6–3 |
| 1978 | Wimbledon     | Erba        | Frew McMillan | Billie Jean King Ray Ruffels      | 6–2, 6–2      |
| 1978 | US Open (2)   | Cemento     | Frew McMillan | Billie Jean King Ray Ruffels      | 6–3, 7–6      |
| 1981 | Wimbledon (2) | Erba        | Frew McMillan | Tracy Austin John Austin          | 4–6, 7–6, 6–3 |

#### Finali perse (9)
| Anno | Torneo          | Superficie  | Compagno          | Avversari in finale                | Punteggio     |
| 1971 | US Open         | Erba        | Rob Maud          | Billie Jean King Owen Davidson     | 6–3, 7–5      |
| 1973 | Open di Francia | Terra rossa | Patrice Dominguez | Françoise Dürr Jean-Claude Barclay | 6–1, 6–4      |
| 1975 | Wimbledon       | Erba        | Allan Stone       | Margaret Court Marty Riessen       | 6–4, 7–5      |
| 1976 | US Open         | Terra verde | Frew McMillan     | Billie Jean King Phil Dent         | 3–6, 6–2, 7–5 |
| 1977 | Wimbledon       | Erba        | Frew McMillan     | Greer Stevens Bob Hewitt           | 3–6, 7–5, 6–4 |
| 1979 | Wimbledon       | Erba        | Frew McMillan     | Greer Stevens Bob Hewitt           | 7–5, 7–6      |
| 1979 | US Open         | Cemento     | Frew McMillan     | Greer Stevens Bob Hewitt           | 6–3, 7–5      |
| 1980 | US Open         | Cemento     | Frew McMillan     | Wendy Turnbull Marty Riessen       | 7–5, 6–2      |
| 1981 | Open di Francia | Terra rossa | Fred McNair       | Andrea Jaeger Jimmy Arias          | 7–6, 6–4      |